# Juan Eusebio Oiarzabal Urteaga
Juan Eusebio Oiarzabal Urteaga, conegut popularment com a Juanito Oiarzabal (Vitòria, Àlaba, 30 de març de 1956) és un alpinista basc. Fou el primer de l'estat espanyol i el sisè del món en assolir el cim de les catorze muntanyes de 8.000 metres que hi ha la Terra, essent el quart en la història en fer-ho sense ajuda d'oxigen addicional. Ha escalat dues vegades els tres cims més alts (Everest, K2, Kangchenjunga).
Actualment és la persona que té el rècord mundial de nombre de vuit mils ascendits, amb 25 en total, encara que en el darrer ascens a l'Annapurna va usar helicòpter d'emergència en el descens. El nord-americà Ed Viesturs és segon amb 21 ascensos.
L'any 2004, el difícil descens que realitzà després d'assolir el cim del K2 amb Edurne Pasabán els va ocasionar congelacions als peus, patint Edurne l'amputació de dos dits i Juanito la totalitat dels 10 dits dels peus. Malgrat que l'any 2006 havia anunciat la seva retirada, el 2009 es marcà l'objectiu de ser la primera persona de la història en pujar dues vegades als 14 vuit mils.
Fins a l'actualitat, ha realitzat trenta-cinc expedicions importants en vint-i-tres anys de carrera com alpinista. Ha escrit diversos llibres i també és conegut per la seva participació en el programa de televisió "Al Filo de lo Imposible", i a realities com El conquistador del fin del mundo.

## Ascensions

### Amèrica
- 1983 / Aconcagua (6.957 m), Argentina.
- 1984 / Mont McKinley (6.194 m), Alaska.

### Àfrica
- 1988 / Mont Kenya (5.199 m), Kenya.

### Àsia
- 1985 - Cho Oyu (8.201 m), Tibet.[4]
- 1987 - Gasherbrum II (8.035 m), Pakistan.
- 1992 - Nanga Parbat (8.125 m), Pakistan.
- 1993 - Everest (8.848 m), Nepal.
- 1994 - K2 (8.611 m), Pakistan.
- 1995 - Makalu (8.465 m), Nepal, Lhotse (8.516 m), Nepal i Broad Peak (8.047 m), Pakistan.
- 1996 - Kanchenjunga (8.586 m), Nepal.
- 1997 - Manaslu (8.163 m), Nepal i Hidden Peak (8.068 m), Pakistan.
- 1998 - Dhaulagiri (8.167 m), Nepal i Shisha Pangma (8.046 m) Tibet.
- 1999 - Annapurna (8.091 m), Nepal.
- 2001 - Everest (8.848 m), Nepal/Xina.
- 2002 - Cho Oyu (8.201 m), Nepal/Xina.
- 2003 - Gasherbrum II (8.035 m), Pakistan, Hidden Peak (8.068 m), Pakistan i Cho Oyu (8.201 m), Nepal/Xina 2 vegades.
- 2004 - Ama Dablam (6.856 m), Nepal i K2 (8.611 m), Pakistan.
- 2008 - Makalu (8.465 m), Nepal.
- 2009 - Kangchenjunga (8.586 m), Nepal.
- 2010 - Annapurna (8.091 m), Nepal. (Pendent de verificació per ús d'helicòpter en el descens)
- 2011 - Lhotse (8.516 m).

### Europa
- 2001 / Elbrus (5.642 m), Rússia.

## Llibres
- Buscando las catorce estrellas (1997)
- Los 14 ochomiles de Juanito Oiarzabal (1999)
- Conversaciones con Juanito Oiarzabal (2001)
- El Everest de Juanito Oiarzabal (2002)
- Juanito Oiarzabal y el Anapurna, crónica de una cima radiofónica (2004)
- El placer de alcanzar la cumbre (2005)
- Los Pirineos de Juanito Oiarzabal (2006)

## Premis i distincions
- Marca Leyenda, any 2001
- Premio Internacional Fundación Cristóbal Gabarrón, del Deporte, 2005.
- Insignia de Oro al Mérito Deportivo del Saski Baskonia (TAU), 2004.
- Insignia de Oro de la Federación Vasca de Montaña
- Medalla de Oro al Mérito Deportivo, otorgada por el Consejo de Ministros, año 1999.
- Miembro de Honor de la Sociedad Geográfica Española.
- Miembro de Honor del Club de Exploración y Aventura de España., i del Grupo de Alta Montaña Español (G.A.M.E.).
- Premio al deporte de la Fundación Sabino Arana.
- Premio Bizkaia, de la Diputación de Bizkaia.
- Premio Cervantes del Deporte. Ayuntamiento de Alcalá de Henares (Madrid).
- Nominat al premi “Príncipe de Asturias” d'esports: 1999, 2001 i 2004.